# Sahaji csata
A sahaji ütközetet 1742. május 24-én vívták a Budweistől 15 km-re északnyugatra lévő Sahaj (Zahájí) falu közelében Dél-Csehországban a Broglie vezette francia és a Georg Christian von Lobkowitz herceg vezette osztrák csapatok. Broglie egy kicsi, ám politikailag annál jelentősebb győzelmet aratott, ami az egy héttel korábbi chotusitzi jelentős porosz győzelemmel együtt arra kényszerítette Ausztriát, hogy a következő hónap során kötött breslaui békében lemondjon Sziléziáról.

## Előzmények
Lobkowitz egy Frauenbergnél létesített előretolt francia őrálláshoz közelített 10 000 fős seregével és május 18-án lövetni kezdte azt 12 ágyúval és néhány mozsárágyúval. Broglie herceg, akihez csatlakozott Belle-Isle herceg május 19-én, a több mint 10 000 fős seregével felmentésükre sietett.

## A csata lefolyása

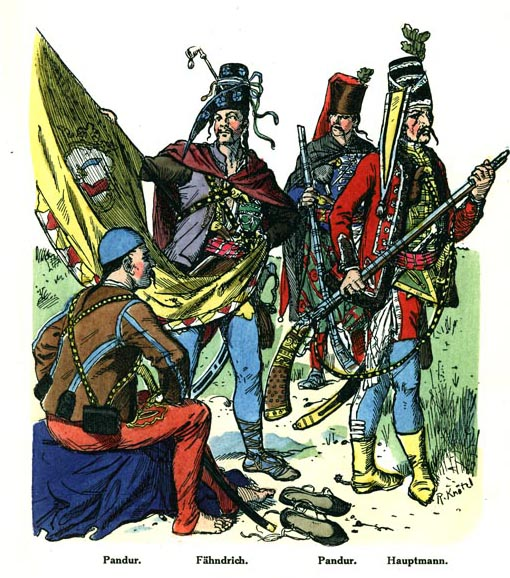
Horvát pandúrok 1742-ből

Az osztrákok csatasorba álltak bal szárnyukon Sahaj faluval, melyet 300 fős irreguláris könnyű gyalogsággal (pandúrokkal) megszállva tartottak. A balszárnyukat a falun túl mocsaras terület védte, míg a jobbszárnyukat és a hátukat erdős magaslatok határolták.
Az ütközet délután négy óra tájban kezdődött, mikor a számbeli fölényben lévő franciák támadásba lendültek. A mocsarakat megkerülve próbálta a lovasságuk egy része átkarolni az osztrákokat, miközben a falut gránátosok rohamozták meg. A Sahajból így kiszorított pandúrok felgyújtották a települést, hogy így fedezzék a visszavonulásukat.
Az osztrákok rendezetlenül vonultak vissza az erdőségekig, de sikerült újrarendeződniük, és ellentámadásba lendültek. A fás területek előtti emelkedőről három osztrák vértesezred indított rohamot a francia karabélyosok ellen, akiket két dragonyos ezred támogatott. Válaszul a francia lovasság az osztrák lovasság szárnyát támadta meg, és visszaverték őket. Ezt követően mindkét fél gyalogsága támadásba lendült, de a franciák itt is visszaszorították az osztrákokat az erdőségig. A francia Navarre ezred három szuronyrohamot is végrehajtott. Az osztrák lovasság a gyalogság mögé vonult vissza, majd ismét támadásba lendült, de ismét visszaverték őket. A Hohenzollern vértesezred különösen kitüntette magát a harcokban, de a veszteségeik is nagyok voltak.
A csata este nyolc óra körül ért véget, és éjszaka az osztrákok visszavonultak. Az osztrákok vesztesége 500 halott és 6 ágyú volt, míg a franciák oldaláról 250-en estek el.

## Fordítás
Ez a szócikk részben vagy egészben  a   Battle of Sahay című angol Wikipédia-szócikk ezen változatának fordításán alapul.  Az eredeti cikk szerkesztőit annak laptörténete sorolja fel. Ez a jelzés csupán a megfogalmazás eredetét és a szerzői jogokat jelzi, nem szolgál a cikkben szereplő információk forrásmegjelöléseként.